# Ștefan cel Mare - Vaslui 1475
Ștefan cel Mare - Vaslui 1475 este un film istoric românesc în două părți din 1975, regizat de Mircea Drăgan. Scenariul filmului a fost inspirat în mod liber după volumele al II-lea și al III-lea ale trilogiei istorice Frații Jderi de Mihail Sadoveanu. Rolurile principale au fost interpretate de actorii Gheorghe Cozorici, Gheorghe Dinică, Violeta Andrei, Toma Dimitriu, Sandina Stan, Geo Barton, Ana Széles, Iurie Darie, Sebastian Papaiani, Emanoil Petruț și Florin Piersic.
El se află pe locul 10 în topul celor mai vizionate film românești din toate timpurile după cum atestă un comunicat din 2006 al Uniunii Autorilor și Realizatorilor de Film din România.

## Rezumat
La începutul filmului este înscrisă următoarea dedicație: „În cinstea aniversării a 500 de ani de la Bătălia de la Vaslui. «Niciodată poporul nostru nu a îngenuncheat și a luptat ori de cîte ori a trebuit să-și apere ființa națională. Statuia lui Ștefan cel Mare este un simbol al acestei lupte a poporului nostru.» Nicolae Ceaușescu”.
În secvențele de început ale filmului se specifică următoarele: „Europa veacului al XV-lea se afla în fața primejdiei unei noi invazii otomane. Sultanul Mahomed al II-lea, în fruntea uneia dintre cele mai puternice armate ale lumii, cucerește în 1453 Constantinopolul, capitala Imperiului Roman de Răsărit. Odată instalat în tronul împăraților bizantini, Mahomed și-a pornit armatele de spahii și ieniceri în Asia și Europa. Împărăția Trebizondei, insulele Mediteranei, Grecia, Serbia, Bosnia și Albania sunt trecute rând pe rând prin foc și sabie. Totuși, în calea marșului triumfal al cuceritorului de-a lungul continentului s-au ridicat câțiva bravi conducători de oști și popoare, apărând cu îndârjire ființa națională și neatârnarea țărilor lor. Printre aceștia, istoria lumii așează la loc de cinste pe Ștefan cel Mare, principele Moldovei, unul din statele românești așezat între Dunăre, Marea Neagră și Carpați.”.
După cucerirea Constantinopolului și mai multe lupte grele în Asia cu oștile șahului Persiei, Uzun Hasan, sultanul Mahomed al II-lea (Gheorghe Dinică) intenționează să atace țările din Peninsula Italică, dorind să ocupe Roma și Republica Veneția. În anul 1474, oștile lui Soliman-Pașa (Colea Răutu), beglerbegul Rumeliei, atacau cetatea venețiană Shkodra. Pentru ca acțiunea militară în Italia să fie facilitată, era necesar să fie liniște la granițele de miazănoapte ale Imperiului Otoman. În acest sens, sultanul îl trimite pe solul Iusuf Ceauș (Nicolae Brancomir) în Principatul Moldovei pentru a-i cere domnitorului Ștefan cel Mare (Gheorghe Cozorici) să plătească tributul pe ultimii doi ani, să-i închine cetățile Chilia și Cetatea Albă de la Marea Neagră și să renunțe la alianțele cu vecinii săi, cu Papa de la Roma și cu venețienii.
În ultimul timp, Ștefan cel Mare scosese Țara Românească de sub ascultarea sultanului, detronându-l pe Radu Vodă, prietenul lui Mahomed, și luându-i întreaga familie ca ostatică. Prinții apuseni nu conștientizau însă pericolul otoman, trimițându-i lui Ștefan doar făgăduieli. Domnitorul moldovean le răspunde însă solilor turci că Moldova vrea să trăiască în pace cu toți vecinii săi, dar că se va apăra în cazul în care țara va fi în primejdie pentru că neamul românesc a prins rădăcini în acest pământ ca și codrii de stejar.
Ofensat de răspunsul primit, Mahomed decide să atace Moldova, în ciuda sfatului înțelept al lui George Amirutzes (Marcel Anghelescu), bătrânul său dascăl de istorie și filozofie. El acceptă propunerea sfetnicului Ali-Beg (Ștefan Velniciuc) de a ataca pe timp de iarnă pentru a traversa mai ușor Dunărea pe podul de gheață și-i poruncește lui Soliman-Pașa să-și deplaseze oștile de 80.000 de soldați de la Shkodra către Sofia, unde urmau să se unească cu oștile lui Hrana-Beg și cu achingiii tânărului Ali-Beg. În acest scop, sultanul încheie o înțelegere temporară cu venețienii prin intermediul sultanei Mara (Dina Cocea), fiica despotului sârb Gheorghe Brancovici și văduva fostului sultan Murad al II-lea. Oștile otomane urmau să ierneze în Cetatea Camenița din Lehia, iar în primăvara următoare trebuiau să pătrundă în Ungaria și în Polonia.
Aflând că oștile turcești se îndreaptă spre Moldova, Ștefan cel Mare face un sfat cu boierii și poruncește ridicarea întregii țări la luptă împotriva năvălitorilor și formarea Oastei cele mari din țărani răzeși, târgoveți și boieri. Domnitorul trimite soli la regii Poloniei și Ungariei, la voievodul Ardealului și la comitele secuilor; vistiernicul Cristea Jder (Florin Piersic) este trimis cu solie la Papa de la Roma și la dogele Veneției. În scrisorile trimise, Ștefan cel Mare îi avertiza pe conducătorii apuseni că turcii nu se vor mulțumi numai cu ocuparea Moldovei, ci vor ataca apoi și statele din Apus. Comisul Ionuț Jder (Sebastian Papaiani) este trimis ca spion în Rumelia pentru a afla secretul de fabricație al tunurilor turcești.
Postelnicul Simion Jder (Iurie Darie) și neguțătorul Damian Jder (George Motoi) sunt trimiși în Polonia cu o carte de iertare către boierii pribegi care unelteau împotriva domnitorului: logofătul Mihu de la Volcineț (Manu Nedeianu) și vărul său, Agapie Ciornohuz. Între timp, jitnicerul Niculăeș Albu (Emil Mureșan) o răpise și o dusese în Polonia pe Marușca (Ana Széles), fiica bogatului boier Iațco Hudici (Ion Henter) și iubita lui Simion Jder. Boierii fugari refuză să se întoarcă în țară, afirmând că se înțeleseseră deja cu turcii. Aflând că Marușca era ținută prizonieră în casa logofătului Mihu, care era unchiul lui Niculăeș, postelnicul Simion Jder pătrunde acolo cu o ceată de ostași și își eliberează iubita, ducându-i legați pe Agapie și pe Niculăeș la Curtea Domnească de la Suceava. Voievodul îi judecă pe cei doi, condamnându-l la moarte pe Agapie și închizându-l pe Niculăeș în Cetatea Chiliei până când va dori să lupte pentru apărarea țării. Doamnele lui Radu Vodă sunt trimise la Mănăstirea Pângărați în grija Candachiei (Ioana Drăgan), soția vistiernicului Cristea.
Ștefan cel Mare se îndreaptă apoi spre tabăra de la Vaslui, unde se adunase deja o mare parte din oastea Moldovei. Acolo sosesc și comisul Ionuț Jder, revenit din Rumelia, și ieromonahul Nicodim (Emanoil Petruț), care renunțase la viața călugărească și redevenise oșteanul Nicoară Jder. Vistiernicul Cristea sosește din Italia doar cu făgăduieli, dar solul venețian Guido Solari (George Paul Avram) decide să lupte de unul singur alături de moldoveni.
Pentru a atrage oștile turcești către Vaslui, unde Ștefan găsise un loc prielnic pentru luptă, sunt pustiite și incendiate satele din drumul otomanilor, fiind lăsate întregi doar cele dinspre Vaslui. Hărțuite și înfometate, oștile lui Soliman-Pașa se îndreaptă astfel înspre locul de luptă dorit de Ștefan. Bătălia are loc la 10 ianuarie 1475, pe o ceață densă, într-o zonă mlăștinoasă din apropierea Vasluiului. Otomanii sunt atrași de sunetul trâmbițelor moldovenești într-o râpă mlăștinoasă, unde sunt atacați din toate părțile de Oastea cea Mare. În bătălie mor 8.000 de moldoveni și peste 30.000 de otomani. Restul oștii otomane se retrage înspre Dunăre, urmărită de călăreții moldoveni. Printre cei morți în luptă sunt și comisul Manole Jder (Geo Barton), postelnicul Simion și fostul ieromonah Nicoară Jder. Trupurile lor sunt aduse de comisul Ionuț la casa familiei Jder de la Timiș, spre jalea comisoaiei Ilisafta (Sandina Stan).
După bătălie, domnitorul moldovean trimite scrisori către principii creștini pentru a le cere iarăși ajutor, prevăzând că sultanul nu va lăsa nepedepsită o asemenea înfrângere. Furios, sultanul poruncește închiderea lui Ali-Beg în închisoarea de la Edikule. Ștefan cel Mare și conducătorii de oști revin la Podu Înalt după trecerea a 40 de zile de la bătălie pentru a cinsti memoria celor morți în lupta pentru apărarea Moldovei și a-i răsplăti pe cei viteji. Voievodul rostește un discurs în fața oștilor în care afirmă dorința moldovenilor de a-și apăra țara: „Oșteni, pentru vrednicia dovedită pe câmpul de bătălie, Io Ștefan Voievod vă înalț pe voi în rândurile vitejilor Moldovei. Vă mulțumesc, vitejii mei. Aici, la Vaslui, s-au întors în pământul țării pe care au iubit și apărat mii de luptători, iubiți ai noștri supuși, prieteni, frați, soți și feciori. Alături de străbunii lor, de moșii și strămoșii noștri, vor sta de-a pururi la temelia acestei țări. Când răsare soarele avem să ne-aducem aminte de ei și avem să-i jelim de asemenea când soarele asfințește. Jertfa lor sfântă și vitejia voastră, a tuturor, au arătat lumii întregi că nici o țară, oricât de mică, nu poate fi biruită când luptă pentru dreptatea și neatârnarea sa. Noi, cei rămași, vom ridica iar la lumină și belșug casele și holdele pustiite, iar copiii copiilor noștri vor pomeni în veac această slăvită a noastră biruință din leatul 6983.”.

## Distribuție
- Gheorghe Cozorici — domnitorul Ștefan cel Mare
- Gheorghe Dinică — sultanul Mahomed al II–lea
- Violeta Andrei — doamna Maria de Mangop
- Toma Dimitriu — sfetnicul Stanciu
- Sandina Stan — comisoaia Ilisafta
- Geo Barton — comisul Manole „Păr Negru” Jder
- Ana Széles — jupânița Marușca, fiica lui Iațco Hudici
- Iurie Darie — postelnicul Simion Jder
- Sebastian Papaiani — comisul Ionuț Jder
- Emanoil Petruț — ieromonahul Nicodim / Nicoară Jder
- Ioana Drăgan — Candachia, soția vistiernicului Cristea
- Florin Piersic — vistiernicul Cristea Jder
- George Motoi — Damian Jder din Liov
- Draga Olteanu-Matei — moașa Irina, doica Marușcăi
- Colea Răutu — Soliman–Pașa, beglerbegul Rumeliei
- Dina Cocea — sultana Mara, văduva sultanului Murad și mama lui Mahomed
- Ștefan Velniciuc — Ali–Beg, comandantul achingiilor
- Lucia Rîpeanu — Maria Doamna, soția lui Radu Vodă
- Marcel Anghelescu — dascălul grec George Amirutzes, sfetnicul sultanului
- Nicolae Brancomir — solul otoman Iusuf Ceauș
- Anna Dukasz — jupâneasa Anca Hudici, mama Marușcăi
- Emil Mureșan — jitnicerul Niculăeș Albu
- Dimitrie Dunea — marele vizir Mahmud Pașa
- Constantin Dinulescu — medicul Isak–Beg, solul șahului persan Uzun Hasan
- Aurel Rogalski — logofătul Toma
- Iulian Necșulescu — pârcălabul Șendrea, cumnatul lui Ștefan
- George Carabin — boierul Vlaicu, unchiul lui Ștefan
- Mircea Bașta — pârcălabul Duma, vărul lui Ștefan
- Nucu Păunescu — vornicul Bode
- Virgil Popovici
- Mihai Vasile Boghiță — pârcălabul Mârza
- Ioan Apahideanu
- Nunuța Hodoș — cneaghina Safta
- Ioana Ciomîrtan — jupâneasa Marghita
- Ion Henter — jupânul Iațco Hudici
- Ernest Maftei — pitărelul Lazăr
- Manu Nedeianu — logofătul Mihu de la Volcineț, unchiul lui Niculăeș
- Nae Ștefănescu — Iacub Pașa
- Sabin Făgărășanu
- Mircea Cosma — boier moldovean
- Emmerich Schäffer — inginerul german Hans Schwartz, sfetnicul sultanului (menționat Emerich Schäffer)
- Petre Vasilescu
- Tudorel Popa
- Irina Mitru
- Jean Lorin Florescu — istoricul florentin Benedetto Dei, sfetnicul sultanului
- Eliza Petrăchescu — țiganca Chira, slujitoarea comisoaiei Ilisafta
- Traian Dănceanu
- Dorin Sireteanu
- Valentin Plătăreanu — diacul lui Ștefan cel Mare
- Ovidiu Moldovan — prințul Alexandru de Mangop, fratele doamnei Maria
- Ion Niciu
- Vasile Pupeza
- George Paul Avram — consilierul Guido Solari, trimisul Senatului Venețian
- Viorel Comănici
- Dan Damian
- George Țurcanu
- Ion Lemnaru
- Constantin Bârliba (menționat Constantin Bîrliba)
- Adrian Drăgușin
- Ion Pascu — Ion, baciul de pe Rarău, care moare apărându–l pe Ștefan
- N.N. Matei
- Scarlat Ratcu (menționat Ratcu Scarlat)
- Sever Plocon — Hasan–Beg, comandant militar al lui Soliman
- Ionel Rusu
- Constantin Vurtejan
- Cornel Ispas
- Virgil Andronic
- Ștefan Străinu
- Baiazid Bectemir (menționat Bectemir Baiazid)
- Otilia Iacob
- Constantin Lungeanu — Geronimo della Rovere, trimisul papei Sixt al IV-lea
- Gabriel Filip
- Șerban Cantacuzino
- Alexandru Bădulescu
- Minel Klepper
- Gheorghe Șimonca — călătorul venețian Giovanni Maria Angiolello, slujitor al sultanului
- Ioan Manolescu
- Nicolae Veniaș
- Ioan Miclescu
- Ion Siminie (menționat Ioan Siminie)

## Reprezentarea personajului principal
Profesoara Elena Saulea a evidențiat ideea că scenariul impozant conține elemente de istorie, de fantezie și de dramatism existențial. Voievodul Ștefan cel Mare este descris în film ca un „simbol al inteligenței și abilității creatorului de planuri terestre, vizionarul credinței străbune devenită mod de a fi al neamului său”.
Personajul principal este înfățișat idealizat, ca un conducător văzut de popor ca un om sfânt intrat în legendă prin numeroasele fapte bune și folositoare care i se atribuie. Portretul său este privit nu atât prin prisma cronicilor din epoca sa, ci mai ales prin legenda creată în jurul numelui său, aspect recunoscut chiar și de boierul cronicar Grigore Ureche („Iară pre Ștefan vodă l-au îngropat țara cu multă jale și plângere în mănăstire în Putna care, era zidită de dânsul. Atâta jale era, de plângea toți ca după un părinte al său, că cunoștiia toți că s-au scăpatu de mult bine și de multă apărătură. Ce după moartea lui, până astăzi îi zicu sveti Ștefan vodă, nu pentru sufletu, ce este în mâna lui Dumnezeu, că el încă au fostu om cu păcate, ci pentru lucrurile lui céle vitejești, carile niminea din domni, nici mai nainte, nici după acéia l-au ajunsu” ). Personajul nu este modelat astfel numai după romanul Frații Jderi, ci preia multe aspecte din cutumele încetățenite în imaginația colectivă în decursul secolelor.
Din eposul sadovenian este preluat „cadrul aventuros, apropiat de fantastic chiar, cu un emoționant fior mitic, prin care Sadoveanu dă respirație epopeică evenimentului istoric”. Familia Jderilor, care îl înconjoară pe voievod, are semnificația oferirii unui eșantion moral al oștenilor care au credință nestrămutată în domnitor și nu pregetă să-și ofere chiar și viața pentru apărarea țării. Bătălia de la Podu Înalt a fost comparată de unii critici de film cu Războiul Troian, prin ajutarea muritorilor de către forțe supranaturale (ceața în primul caz, intervenția zeilor în cel de-al doilea). Cadrul mitic creat astfel își are originea în triada legendară om-natură-pământul străbun, lupta oamenilor pentru apărarea pământului străbun fiind susținută de dezlănțuirea stihiilor naturii. În acest context, Ștefan cel Mare apare a fi „alesul”.
Imaginea domnitorului moldovean care se evidențiază în acest film este cea a unui strateg înțelept, cu legături tainice cu lumea spiritului și cu o tărie de erou legendar.

## Aspecte propagandistice în film
Filmele Frații Jderi și Ștefan cel Mare - Vaslui 1475 prezintă o scurtă perioadă (1469-1475) din domnia lui Ștefan cel Mare. Cele două filme au fost realizate pentru a aniversa 500 de ani de la Bătălia de la Podu Înalt (10 ianuarie 1475) și au dorit să prezinte o imagine a lui Ștefan cel Mare în conformitate cu discursul istoric al epocii.
Istoricul Ciprian Plăiașu a considerat că filmul este plin de „clișeele și erorile istorice consacrate de discursul istoriografic aprobat de PCR”. El apreciază că ideea românismului, susținută de Ștefan cel Mare, este falsă și nu își are locul în contextul veacului al XV-lea, iar expresiile folosite de voievod precum „sunt voievod român”, „Țara Românească este țară soră și prietenă”, „voievodul Vlad Țepeș este prietenul nostru”, „țara Moldovei este poarta Europei” sunt catalogate ca „afirmații romantice sau comuniste”. O dovadă istorică în acest sens este considerată participarea alături de armata otomană condusă de Soliman-Pașa și a unei oști numeroase de soldați munteni în Bătălia de la Podu Înalt. Același istoric afirmă că lecția de istorie oferită de dascălul George Amiroutzes lui Mahomed al II-lea cu privire la descendența moldovenilor, muntenilor și ardelenilor din daci și din romani („neamul acesta al moldovenilor, ca și ceilalți frați ai lor din Transilvania și Valahia, au moștenit de la strămoșii lor, dacii și romanii, o vitejie și o dragoste de pământ care-i face ostași de temut între popoarele de la Dunăre”) era puțin cunoscută în acele vremuri.
Realizate în perioada afirmării naționalismului comunist, cele două filme dedicate lui Ștefan cel Mare s-au conformat ideologiei politice din epocă în scopul de a induce subtil ideea de dragoste de țară, cinematografia contribuind la reîmprospătarea simbolurilor naționale, a eroului național care a învins indiferent de perioada în care a apărut. Moldovenii sunt prezentați ca având ca principale trăsături cinstea, vitejia și independența, ei neducând lupte de cucerire și trăind întotdeauna în pace cu toți vecinii. Cu toate acestea, spre deosebire de unii artiști care au promovat în mod eronat imaginea unui voievod moldovean înalt, realizatorii celor două filme l-au distribuit în rolul lui Ștefan cel Mare pe actorul mai scund Gheorghe Cozorici, a cărui înălțime corespundea relatărilor cronicarilor.
Plăiașu consideră că mitul strămoșilor reprezentat în filmele din așa-zisa «epopee națională» este „un produs al mașinăriei de propagandă, iar scopul nu era altul decât adularea conducătorilor al căror cult atinsese proporții monumentale”.
Vorbind despre filmele istorice românești produse în timpul regimului comunist, conf.dr. Elena Saulea a recunoscut că filmele trebuiau să se raporteze direct la istoria oficială, agreată de regim, ele aflându-se sub directa și atenta supraveghere a cenzurii. Totuși, ea a criticat opinia tinerilor cinefili că genul istoric ar fi fost integral compromis nu doar politic, ci și estetic. Potrivit Elenei Saulea, „pelicula are un conținut narativ univoc, pregnant declamativ, lozincard, fastidios pentru spectatori. Căci nu este deloc verosimil ca pe vremea marelui domnitor să fi circulat astfel de texte ale independenței sau neatârnării, ale suveranității grandilocvente și alte infuzii de naționalism, sărace în conținut afectiv tocmai prin recurgerea la o limbă de lemn și la stereotipisme ieftine.” Totuși, dacă unele situații nu pot fi dovedite prin menționarea în cronici sau în alte documente istorice, aceasta nu înseamnă că ele nu ar fi plauzibile. Unele aspecte pitorești cum ar fi participarea ciobanilor de pe Muntele Rarău la bătălie pot părea fanteziste, dar este greu de înțeles victoria oștii lui Ștefan împotriva turcilor fără ajutorul oamenilor simpli stimulați de credința strămoșească.
Cu toate aceste aspecte expuse mai sus, jurnalistul Cristian Tudor Popescu, doctor în cinematografie și profesor asociat la UNATC, nu include filmul Ștefan cel Mare - Vaslui 1475 între filmele cu conținut politic și propagandistic ale epocii comuniste prezentate în lucrarea sa Filmul surd în România mută (Iași, 2011).

## Producție

### Pregătiri
Ca urmare a faptului că în ianuarie 1975 se împlineau 500 de ani de la Bătălia de la Podu Înalt, s-a dorit să se aniverseze acest eveniment prin realizarea unui film despre personalitatea domnitorului moldovean Ștefan cel Mare (1457-1504). Au fost realizate astfel două filme: Frații Jderi și Ștefan cel Mare - Vaslui 1475.
Proiectul pentru cel de-al doilea film intitulat „Oamenii Măriei Sale” a fost înaintat Casei de Filme 5 la 23 martie 1973, înainte de începerea filmărilor la Frații Jderi. Scenariul s-a inspirat foarte liber din volumele al II-lea (Izvorul Alb) și al III-lea (Oamenii Măriei Sale) ale romanului Frații Jderi de Mihail Sadoveanu. Scenariștii filmului au fost Valeria Sadoveanu (fiica lui Mihail Sadoveanu, ea-însăși scriitoare), Constantin Mitru și Mircea Drăgan. Numele Valeriei Sadoveanu nu a fost menționat pe genericul filmului ca urmare a unei solicitări din 15 noiembrie 1974.
Comitetul de Stat pentru Cultură și Artă (C.S.C.A.) a aprobat decupajul regizoral al lui Mircea Drăgan, iar filmul a intrat în faza de producție la 28 noiembrie 1973. S-a proiectat realizarea unui film în două serii Cinemascop cu un deviz limită de 10 milioane lei și o lungime de 4.050 metri utili de peliculă; producția avea titlul de lucru „Ștefan cel Mare”. S-a prevăzut folosirea în mare parte a acelorași actori, unii dintre ei primind alte roluri față de cele avute în primul film din serie ca de exemplu: Gheorghe Dinică (a fost medelnicerul Dumitru Crivăț în Frații Jderi, iar în acest film l-a interpretat pe sultanul Mahomed al II-lea), Toma Dimitriu (a fost arhimandritul Amfilohie Șendrea, iar în acest film este Stanciul, omul de taină al lui Ștefan cel Mare), Draga Olteanu-Matei (ghicitoarea Raluca - moașa Irina), Colea Răutu (Grigore Gogolea – Soliman-Pașa), Ștefan Velniciuc (Alexăndrel Vodă - Ali-Beg) sau Marcel Anghelescu (hangiul Iohan Roșu - dascălul de istorie și filozofie George Amirutzes).

### Filmări
Filmările au început la 15 ianuarie 1974 și au durat 46 de zile, desfășurându-se cu întreruperi până la 10 august 1974. Bătălia de la Podu Înalt a fost filmată la 30 martie 1974 în zona Vasluiului, fiind folosiți 30.000 de persoane ca figuranți, „cea mai importantă scenă de masă realizată în cinematografia românească” (revista Cinema, nr. 4/1974). Restul filmărilor au fost realizate la Rupea, Brăila, Cetatea Neamțului, Castelul Peleș, Suceava, Dragomirna, Arbore, Sighișoara, Bran, Făgetu, București, Căldărușani, Prejmer, Făgăraș, Brașov, Cluj și Sibiu. La montaj au fost adăugate și două secvențe din filmul Frații Jderi: solia lui Iusuf Ceauș și ședința Sfatului Țării în care Ștefan cel Mare propune ridicarea la luptă a întregii țări.
Filmul a fost realizat în studiourile Centrului de Producție Cinematografică București, în colaborare cu autoritățile administrative din județul Vaslui. Scenele din exterior au fost filmate pe trei platouri de filmare. Costumele au fost modificate în mare măsură, 50% din costumele de interior fiind diferite și toate costumele de exterior fiind readaptate. Schițele de costume și armament au fost realizate de pictorul scenograf Horia Popescu, dar acesta a părăsit echipa la începutul filmărilor, fiind înlocuit de arhitectul Aureliu Ionescu, scenograful filmului. La realizarea filmului au colaborat următorii consilieri: generalul Ion Cupșa, academicianul Mihai Berza (creditat Mihai Berzea) și profesorul Ion Matei; alți consultanți au fost Dumitru Bran, Ion Mănăilă, Angelus Pellegrini și Florea Pădureanu.
Regizor secund a fost Dimitrios Sukas, iar asistenți de regie Dorin Moldovan și Mircea Daneliuc (creditat Mircea Danieliuc). Director de imagine a fost Mircea Mladin, asistat de colaboratorii Nicolae Mărgineanu, Iulius Drukman și Ion Radu (creditați pe generic drept colaboratori imagine). Filmările combinate au fost realizate de Alecu Popescu și Mircea Sterescu. La începutul filmului se aduc mulțumiri tuturor organizațiilor, instituțiilor și persoanelor care au sprijinit realizarea acestui film.
Conducerea Comitetului de Stat pentru Cultură și Artă (C.S.C.A.) a vizionat filmul la 16 septembrie 1974, solicitând filmarea a două secvențe noi și completarea unor alte secvențe cu planuri suplimentare. Au fost efectuate astfel filmări de completare, iar noul material a fost vizionat la 2 decembrie 1974 de către Dumitru Popescu, președintele C.S.C.A., care și-a dat acordul pentru realizarea copiei finale. Copia standard a fost definitivată la 25 decembrie 1974. Cheltuielile de producție s-au ridicat în final la suma de 12.120.000 lei.
Considerând că versiunea finală era prea lungă, iar ritmul și tensiunea dramatică a acțiunii scădeau astfel în intensitate, Casa de Filme 5 a propus realizarea unei versiuni scurtate cu o lungime de 3.770 metri utili de peliculă. Versiunea scurtată a fost acceptată însă numai pentru vânzările în străinătate, directorul Dumitru Ghișe dându-și acordul în acest sens în aprilie 1975.

## Recepție
Lansarea filmului a avut loc în două etape: avanpremiera la 3 ianuarie 1975 și premiera de gală la București în 6 ianuarie 1975. Filmul Ștefan cel Mare - Vaslui 1475 a avut parte de un mare succes de public la cinematografele din România, fiind vizionat de 7.372.215 de spectatori, după cum atestă o situație a numărului de spectatori înregistrat de filmele românești de la data premierei și până la data de 31.12.2007 alcătuită de Centrul Național al Cinematografiei. El a fost relansat la 2 martie 2001, fiind vizionat de încă 11.021 spectatori. Frații Jderi se află astfel pe locul 10 în topul celor mai vizionate film românești din toate timpurile după cum atestă un comunicat din 2006 al Uniunii Autorilor și Realizatorilor de Film din România.
Majoritatea criticilor cinematografici au criticat tratarea superficială a operei sadoveniene, monotonia și lipsa de măreție a filmului. În lucrarea Istoria filmului românesc (1897-2000) (2000), criticul Călin Căliman preciza că acest film a fost primit de critica de specialitate cu „obiecții serioase”, cu toate că un film despre Ștefan cel Mare era așteptat și dorit de multă vreme, iar interpretarea lui Gheorghe Cozorici a fost apreciată.
Analizând cele mai vizionate 10 filme românești ale tuturor timpurilor, tânărul critic Andrei Gorzo a avut cuvinte dure la adresa filmului Ștefan cel Mare - Vaslui 1475, considerându-l lung, plicticos și anormal. El a observat prezența unor elemente propagandistice caracteristice epocii comuniste: prezentarea țării ca „buricul pământului, un loc unic, mai izolat și mai expus ca oricare altul, dar în același timp un centru vital, crestat cu semnul măreției”, evidențierea izolării țării între popoare dușmane, asemănarea ședinței din Sfatul Țării cu o ședință de partid și prevestirea de către domnitor a unei viitoare ere comuniste. Catalogându-l pe regizorul Mircea Drăgan drept un antitalent în domeniul filmelor de acțiune, el a criticat următoarele aspecte: tergiversarea acțiunii până la începerea bătăliei de la Podu Înalt, prezența inutilă a unor personaje (frații Jderi, unii turci) cu scopul probabil de a trage de timp, organizarea și dirijarea neinspirată a scenelor de luptă, peruca purtată de Gheorghe Cozorici care îl face pe Ștefan cel Mare să arate ca o păpușă Barbie cu mustață. Singurul element interesant i se pare distribuirea lui Gheorghe Dinică în rol de sultan.
Criticul Tudor Caranfil a dat filmului o stea din cinci și a făcut următorul comentariu: „Ecranizare de epocă, vag inspirată de „Frații Jderi”, și concentrată în jurul victoriei de la Vaslui. În eseul „Filme de cinematograf” publicat în 1919 de revista „Însemnări literare”, Sadoveanu remarca cum trecând de la mișcarea și peripeția brutală, la sentimente și cugetare, cinematograful a dat filme „care strecoară în suflet acel ceva tainic și delicat pe care-l poți găsi numai în cărțile adevăraților scriitori. Urmând o evoluție firească, filmul trece la artă...” Ștefan cel Mare al lui Drăgan este, cum spunea, la 1830, Vasile Cârlova, un adevărat „mormânt al slavei strămoșești”, poate chiar cavou dacă luăm în seamă forțele materiale irosite. Nimic „tainic și delicat”, nimic inefabil și vibrant, nimic din melancolia și parfumul sadovenian în filmul lui Drăgan. E lipsit de fior și măreție, fiindcă înscenează fiorul și măreția. Tema, renumele scriitorului, grandoarea punerii în cadru și eforturile armatei de a-și folosi cât mai eficace potențialul de figuranți, îi aduc, însă, peste șapte milioane de spectatori.”
Succesul filmului s-ar fi datorat, potrivit profesoarei Elena Saulea, generozității sale tematice: participarea semnificativă a țării, respectiv a Moldovei, la „o ordine spirituală superioară, singura realitate ce rezistă în istoria frământată a neamului”. Deși consideră că „pelicula are un conținut narativ univoc, pregnant declamativ, lozincard, fastidios pentru spectatori”, ea remarcă prezența unor secvențe memorabile, precum cea a bătăliei de la Vaslui în care forțele supranaturale par a-i ajuta pe muritori așa cum zeii se implică în Războiul Troian.